# Чистяков, Николай Иосафович
Никола́й Ио́сафович Чистяко́в (16 июля 1914, СССР — 2002, США) — советский и российский учёный в области радиосвязи, доктор технических наук, профессор, автор многих учебников по своей специальности, заслуженный деятель науки и техники РСФСР.

## Биография

### Происхождение
Николай Иосафович Чистяков родился 16 июля 1914 года в семье Иосафа Ивановича Чистякова — впоследствии профессора математики Нефтяного института им. И. М. Губкина. Отец преподавал во многих учебных заведениях, в частности на Московских высших женских курсах (с 1910 года), где в него влюбилась студентка математического факультета этих курсов, вышла за него замуж и прекратила учёбу. В 1922 году родители развелись, но сохранили хорошие отношения и заботились о детях — Николай и его младшая сестра Елена попеременно жили то с отцом, то в новой семье матери.

### Образование
Учился в школе № 41 Бауманского района г. Москвы — бывшей гимназии княжны Л. О. Вяземской, которая стала директором школы. В школе обучался английскому и французскому языкам, а дома — немецкому. Период учёбы оставил в памяти неизгладимое впечатление от знакомства с преподававшим географию известным деятелем детского движения и скульптором И. Н. Жуковым, который внедрял не только новаторские методы преподавания, но и прививал стимул к всестороннему духовному развитию. Поскольку старшие классы школы были гуманитарного профиля, а было желание заняться радиотехникой (свой первый детекторный приёмник он собрал в 11 лет), после семи лет учёбы перешёл в школу № 40, где старшие классы были сначала преобразованы в спецкурсы по связи и радиотехнике, а затем — в Московский телеграфный техникум с радиотехническим отделением. По окончании техникума работал старшим техником Реутовского радиотрансляционного узла, где пришлось исполнять обязанности начальника.
В 1932 году поступил в Московский электротехнический институт народной связи (впоследствии МЭИС, ныне МТУСИ), на вечернее отделение, и перешёл на работу в лабораторию магистральных и местных радиосетей научно-исследовательского института связи. Учёба шла успешно — он был включён в так называемую ускоренную группу, экзамены сдавались досрочно, в том числе за старшие курсы. Будучи ещё студентом, в начале 1935 года был привлечён к преподаванию курса радиоприёмных устройств студентам-дневникам на специальности «Радиосвязь и радиовещание». Окончил институт за три с половиной года. После защиты дипломного проекта поступил в аспирантуру института и продолжил преподавание на кафедре радиоприёмных устройств, заведовал учебной лабораторией. В 1939 году защитил кандидатскую диссертацию и стал доцентом.

### Научная и преподавательская деятельность
В 22 года опубликовал свою первую научную статью «Флуктуационные шумы в электронных лампах» (1936), в 23 года — книгу «Полосовые фильтры и усилители», в 25 лет — вторую книгу — «Резонансные усилители и предварительные селекторы». С 1940 года работал в Научно-исследовательском институте самолётного оборудования, сначала как старший инженер-исследователь, затем начальник лаборатории, а с 1943 года — начальник отдела. Направлением его научных исследований стала аэронавигация. В 1946 году защитил докторскую диссертацию на тему «Дистанционные передачи и следящие системы в курсовых авиационных приборах». Впоследствии его опыт в разработке навигационной аппаратуры нашёл отражение в книгах «Электрические авиационные приборы» (1950) и «Авиационные приборы» (1960).
С 1948 года вернулся к преподавательской работе. В 1948—1949 годах — профессор кафедры электро- и радиооборудования Академии авиационной промышленности, в 1950—1952 годах — доцент Московского энергетического института.
В 1952 году возвратился в МЭИС, получил звание профессора, возглавил кафедру радиоприёмных устройств. Вместе с тем читал лекции по радиоприёмным устройствам во многих вузах, таких как: Московский авиационный институт, Московский энергетический институт, Московский авиационный технологический институт, Московское высшее техническое училище им. Баумана и другие учебные заведения. Подготовил 57 кандидатов наук.
В 1957—1961 годах совмещал заведование кафедрой с должностью заместителя директора по научной работе Научно-исследовательского института радио. На протяжении 20 лет возглавлял Научно-методический совет по радиотехническому образованию при Министерстве высшего и среднего специального образования СССР.
В период 1945—1973 годов был членом (в ряде случаев руководителем) делегаций СССР на 33 международных совещаниях, форумах и ассамблеях. Побывав в 14 странах мира, нигде не пользовался услугами переводчика, свободно владея тремя европейскими языками. Восемь раз состоял членом комиссии ЮНЕСКО. Избирался вице-председателем Исследовательской комиссии (ИК) Международного консультативного комитета по радио (МККР) в Международном союзе электросвязи (МСЭ), на два периода: ИК II «Радиоприёмники» (1966—1970), ИК III «Фиксированная служба на частотах ниже примерно 30 МГц» (1970—1974).
Более 20 лет возглавлял Президиум Научно-методического совета по высшему радиотехническому образованию, был заместителем председателя Главной терминологической комиссии Госстандарта СССР, входил в правление общества «Знание», был председателем секции радиоприёмных устройств и членом бюро Исторической комиссии Центрального совета НТОРЭС им. А. С. Попова.
Автор 38 книг и брошюр, более 150 статей — ряд книг и статей были переведены на английский, немецкий, французский, китайский, болгарский, румынский, украинский языки. На его счету (в том числе в соавторстве) 35 авторских свидетельств, 24 из них получено до 1948 года, последнее — в 1985 году.

## Просветительская деятельность
С 1964 по 1975 год Н. И. Чистяков — главный редактор журнала «Радиотехника» (более 30 лет член его редколлегии). С 1956 года — активный член редколлегии журнала «Электросвязь». Был членом редакционных советов издательств: «Радио и связь», «Знание», «Русский язык», «Массовая радиобиблиотека», научным консультантом издательства «Большая Советская Энциклопедия» — во втором (1955) и третьем (1975) изданиях энциклопедии содержится ряд его статей по вопросам радиоприёмной техники и радиосвязи. В течение многих лет вёл раздел «Радиоприёмные устройства» в реферативном журнале «Радиотехника» ВИНИТИ.
Досконально знал предысторию и историю развития радио. В отличие от отечественных историков, дававших статичную картину создания радиотехники, связывая это событие с одной датой и с именем одного человека, его исторические работы раскрывали динамический характер научных исследований, в которых участвовал международный коллектив учёных. Его широта взгляда и объективность не позволяли замалчивать заслуги тех, кто на этапе становления радиотехники внёс свой вклад в её развитие. В течение многих лет он доказывал ошибочность официально принятой точки зрения о том, что всё относящееся к радио изобрёл один человек — А. С. Попов. Признавая выдающийся вклад русского учёного, он возражал против культа личности А. С. Попова. Он считал, что в создании радио как обобщённого понятия различных способов и устройств беспроводной связи участвовали несколько учёных, начиная с Г. Герца, а завершающие вклады в практическое становление радио внесли независимо друг от друга А. С. Попов и Г. Маркони.
В 1974 году в журнале «Радиотехника» (№ 6, с. 105—106) была напечатана статья В. Ю. Рогинского «Гульельмо Маркони — к 100-летию со дня рождения», единственная публикация в СССР по данной теме. Статья подверглась критике со стороны Центрального музея связи имени А. С. Попова и ряда советских организаций из-за якобы ошибок историко-технического и идейного плана. Разбор статьи происходил на совместном заседании Исторической комиссии НТОРЭС 20 декабря 1974 года в присутствии её автора и главного редактора журнала Н. И. Чистякова. Затем этот вопрос рассматривался на заседаниях Президиума НТОРЭС 30 января и 24 февраля 1975 года. В окончательном постановлении было отмечено, что «указанная статья внешнего рецензирования не проходила и была помещена в журнале по личному решению проф. Н. И. Чистякова, как ответственного редактора журнала», также было указано и Рогинскому, в частности, что он «не владеет научным методом, необходимым для историка техники». Как отмечает Н. А. Борисова, объёмная статья была отредактирована Чистяковым так, что в сокращённом варианте имя Попова в общем списке пионеров радиосвязи упоминалось всего один раз. В итоге Президиум НТОРЭС принял решение: «Учитывая перегрузку работой в ряде общественных организаций и личную просьбу тов. Чистякова, от занимаемой им должности ответственного редактора журнала „Радиотехника“ — освободить». Для Чистякова это стало крахом успешной карьеры. Его перестали включать в состав делегаций специалистов, выезжающих за рубеж, в печати появился ряд публикаций, в том числе подписанных большим коллективом авторов, третирующих учёного. Однако он не сломался, не капитулировал и по-прежнему занимал активную жизненную позицию: читал в МТУСИ курс лекций по истории электросвязи и радиотехники, публиковал статьи, выступал с докладами, отстаивал правоту своей концепции и сохранил большой и заслуженный авторитет в научных и инженерных кругах.
В 1990-х годах Чистяков опубликовал ряд статей по истории развития беспроводной связи, в частности статью о деятельности ближайшего соратника А. С. Попова П. Н. Рыбкина (1994). В другой его статье дан портрет физика и радиотехника В. К. Лебединского (1993), названного автором первым летописцем радио. Однако его статья о Лебединском была с неодобрением встречена представителями «радиотехнической общественности Санкт-Петербурга», направившими коллективное письмо в редакцию журнала «Электросвязь». Письмо было опубликовано в журнале со статьёй-ответом на него Чистякова «Ошибки в изложении истории радио нужно исправить». Статья о Рыбкине также была подвергнута критике — со стороны Исторической секции Санкт-Петербургского НТОРЭС им. А. С. Попова.
В эпоху гласности и перестройки (конец 1980-х — конец 1990-х годов) увеличилась волна противоречивых выступлений и публикаций по истории изобретения радио, возникло открытое противостояние московской и ленинградской школ истории радио. Историки радиосвязи разделились на два непримиримых лагеря — противники версии о безусловном приоритете А. С. Попова (Н. И. Чистяков, Д. Л. Шарле, М. А. Миллер, В. В. Мигулин и др.) и её сторонники (Д. Л. Трибельский, В. А. Урвалов, Е. Г. Кьяндская-Попова, И. Д. Морозов, А. В. Пилипенко, С. М. Герасимов и др.). Настрой москвичей поддерживался научной аргументацией и публиковавшимися в 1990—1994 годах статьями Чистякова.

## Заслуги и награды
Н. И. Чистяков был награждён знаками отличия многих министерств и научно-технических обществ: авиационной промышленности, связи, высшего образования, печати, Госстандарта СССР, НТОРЭС им. А. С. Попова, общества «Знание». В 1974 году ему было присвоено звание заслуженного деятеля науки и техники РСФСР, в 1989 году был избран членом-корреспондентом Академии творчества СССР. Имел правительственные награды: орден «Знак Почёта» и семь медалей.

## Семья
С 1940 года был женат на И. Я. Новодворской. В 1951 году родилась дочь Нина, впоследствии переехавшая в США.

## Последние годы жизни
В 2001 году Чистяков переехал к своей дочери, которая проживала в Санта-Барбаре (Калифорния). В 2002 году пришло устное извещение о его смерти.